# Emiliano Lorini
 (juillet 2025).
Emiliano Lorini est un chercheur en informatique, logique et intelligence artificielle. Il travaille à l'IRIT. 

## Récompenses
Il est lauréat de la médaille de bronze du CNRS en 2014,.